# Paula Gaviria

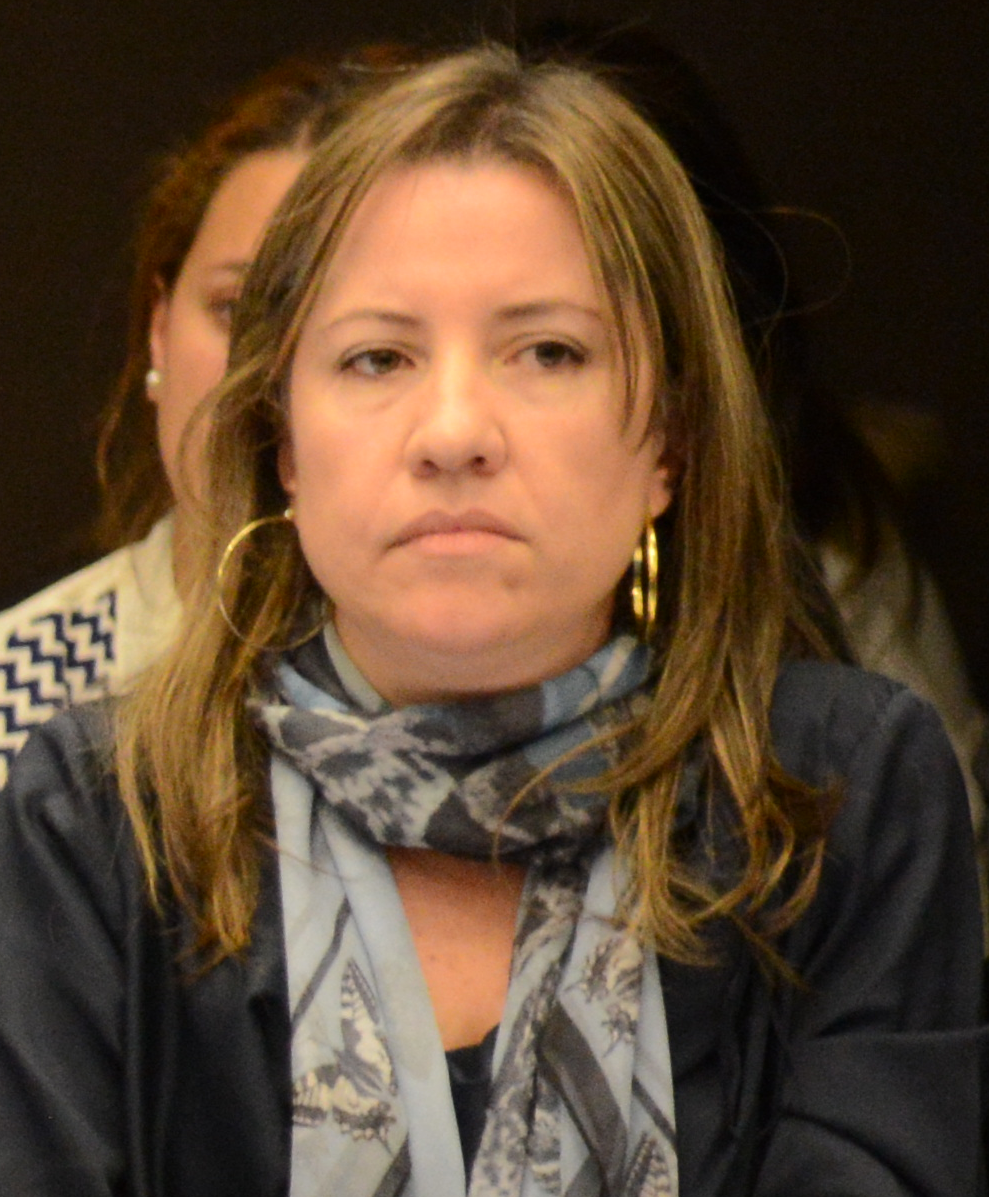
Paula Gaviria Betancur (2014)

Paula Gaviria Betancur (* vor 1980) ist eine kolumbianische Juristin mit den Schwerpunkten Menschenrechte und Vertreibung. Derzeit ist sie Geschäftsführerin der gemeinnützigen Organisation Compaz und ehrenamtliche Sonderberichterstatterin für Binnenvertriebene für den UN-Menschenrechtsrat (Special Rapporteur on the human rights of internally displaced persons).

## Herkunft und Ausbildung
Paula Gaviria absolvierte 1996 ein Studium der Rechtswissenschaften an der Universidad de los Andes in Bogotá ab, wo sie 2001 auch eine journalistische Ausbildung abschloss. Darüber hinaus absolvierte sie ein Postgraduiertenstudium zu den Bereichen öffentliche Meinung und politisches Marketing an der Universidad Javeriana (2004).
Sie erwarb auch Diplome durch Spezialkurse im Bereich Menschenrechte, wie das Transitional Justice Fellowship in Südafrika und das International Visitors Leadership Program des Außenministeriums der Vereinigten Staaten.

## Karriere
1999 wurde sie für ein Jahr Pressesprecherin am kolumbianisches Verfassungsgericht Corte Constitucional de Colombia. Danach wechselte sie ins Büro des Bürgerbeauftragten Kolumbiens (Defensoría del Pueblo Colombia), zunächst als Privatsekretärin des Bürgerbeauftragten, dann als Verantwortliche für die Öffentlichkeitsarbeit und bis Januar 2005 als nationale Direktorin für die Verbreitung und Förderung der Menschenrechte. Bis November 2011 war sie für die Stiftung  Grupo Social tätig und leitete dort das Beratungsbüro für Menschenrechte und Frieden.
Von Januar 2012 bis Juni 2016 war sie Generaldirektorin der staatlichen Organisation Unidad para las Víctimas, die die Umsetzung des Nationalen Opfergesetzes von 2011 unterstützte und die Einrichtung des Opferregisters beaufsichtigte. Die Organisation war für die Wiedergutmachung für acht Millionen vom Konflikt betroffenen Menschen zuständig. Kolumbien war zeitweise nach den jahrzehntelangen Auseinandersetzungen zwischen dem Staat, der Rebellenorganisation FARC, Drogenkartellen und Milizen das Land mit der höchsten Anzahl an Binnenvertriebenen. Sie war aktiv an der Ausarbeitung des Kapitels über die Rechte der Opfer im endgültigen Friedensabkommen zwischen der kolumbianischen Regierung und der FARC-EP beteiligt und setzte sich dafür ein, dass die Opfer des bewaffneten Konflikts einbezogen wurden und selbst eine führende Rolle im Dialogprozess spielten. 
Von 2016 bis 2018 war sie Beraterin des kolumbianischen Präsidenten Juan Manuel Santos für Menschenrechtsfragen. Sie war maßgeblich daran beteiligt, die Beteiligung der Opfer an den Verhandlungen sicherzustellen.
Seit Juli 2019 ist sie Generaldirektorin der von Juan Manuel Santos gegründeten gemeinnützigen Friedens-Organisation Fundación Compaz in Bogotá.
Daneben ist sie als Anwältin mit dem Schwerpunkt Menschenrechte und Vertreibung tätig.
Sie publiziert in verschiedenen Medien wie der spanischen Zeitung El País oder den kolumbianischen Zeitschriften und Zeitungen Semana, El Espectador und El Tiempo.

## Tätigkeit für die Vereinten Nationen
Von 2019 bis 2021 war Paula Gaviria Mitglied eines hochrangigen Teams, das im Auftrag des UN-Generalsekretärs zum Thema Binnenvertreibung an spezifischen Empfehlungen für die Prävention und Lösungen der weltweiten Binnenvertreibungskrisen arbeitete.
Im September 2022 wurde sie als Nachfolgerin der Philippinin Cecilia Jimenez-Damary zur ehrenamtlichen Sonderberichterstatterin für Binnenvertriebene (Special Rapporteur on the human rights of internally displaced persons). ernannt. Sie trat ihr Amt am 1. November 2022 an. Sie erklärte, dass sie sich für nachhaltige Lösungen und insbesondere die Nutzung des Privatsektors für die Durchbrechung von Vertreibungszyklen  einsetzen wolle.
Als wichtigste Auslöser für Binnenvertreibung bezeichnet sie den Klimawandel, generalisierte Gewalt in Gesellschaften auch durch Kriminalität, Kriege und Bürgerkriege sowie Migrationsprozesse. Sie betont, dass die Beteiligung der Betroffenen für die Entwicklung von Lösungen essentiell ist. Eine zentrale Aufgabe der politisch Verantwortlichen liege in der Prävention.

## Auszeichnungen
- 2016 José Edgardo Campos-Preis der Weltbank für kooperative Führung bei der Unidad para las Víctimas

## Privates
Paula Gaviria ist die Enkelin des ehemaligen Präsidenten Belisario Betancur. Sie spricht neben ihrer Muttersprache Spanisch Französisch und Englisch.